# 名刺リーダ
名刺リーダ（めいしリーダ）とは、名刺に合わせた大きさのスキャナーにて読み込む機械装置である。
「名刺スキャナー」とも呼ばれている。

## 使用目的
人脈の交流が広まるとともに増えていく名刺を、名刺リーダに内蔵されている小型カメラで撮影し、画像ファイルまたは住所氏名を読み取って電子ファイル化するのが主な目的である。